# Hamilton (Tasmanien)
Hamilton ist eine Kleinstadt im Zentrum des australischen Bundesstaates Tasmanien. Sie liegt 73 km nordwestlich von Hobart am Clyde River und ist das Verwaltungszentrum der  Local Government Area Central Highlands Municipality. Bei der Volkszählung 2016 wurde die Bevölkerungszahl von 211 festgestellt.
Die Stadt liegt am Lyell Highway (A10), der sie mit Hobart und mit der Westküste der Insel verbindet. Die Hollow Tree Road (B110) schafft die Verbindung nach Bothwell, der nächsten größeren Stadt im Nordosten.
Gouverneur Lachlan Macquarie nannte die Siedlung Sorell Plains, später hieß sie bei den Bewohnern der Gegend auch Macquarie oder Lower Clyde. Gouverneur George Arthur gab ihr dann 1824 den Namen Hamilton.
Früher war Hamilton eine prosperierende Stadt. Es gab dort viele Gasthäuser und einige Brauereien. Man überlegte sich gar, sie zur Hauptstadt Tasmaniens zu erheben,  obwohl sie weit von jedem Hafen entfernt liegt. Heute noch gibt es viele kleine Geschäfte, deren Geschichte bis in die Zeit der Häftlingskolonie zurückreicht.